# Elsa Laula Renberg
Elsa Laula Renberg (née Elsa Laula le 29 novembre 1877 à Tärnaby et morte le 22 juillet 1931 à Brønnøy) est une femme politique norvégienne et militante samie.

## Biographie
Elsa Laula grandit dans une famille pauvre de Vilhelmina. Elle étudie de 1888 à 1891 à l'école Lappmissionen de Bäcksele. En juillet 1899, son père et son frère, alors âgé de 8 ans, se noient dans des circonstances floues. À l'époque, la famille Laula est impliquée dans un conflit avec une famille de colons ; les Samis n'ont pas le droit de cultiver la terre ou d'en être propriétaires.
La mère de Laula, Kristina Larsdotter, se rend à Stockholm en 1900 pour demander au roi de modifier les lois concernant la renniculture ; elle reçoit une lettre royale l'autorisant à vivre sur les terres de la famille et à les cultiver jusqu'à sa mort.
Laula s'oppose la politique suédoise qui encourage les renniculteurs samis à rester nomades. En 1904, elle est choisie pour représenter les samis à Åsele, à Vilhelmina et à Lycksele. Avec deux autres élus samis, elle se rend à Stockholm pour parler des difficultés rencontrées par les samis à Oscar II. Elle se rapproche de l'association Fredrika-Bremer-Förbundet. La reine Sofia lui attribue une bourse d'études qui lui permet de se former à la profession de sage-femme à Stockholm. Pendant ses études, elle se lie d'amitié avec des suffragistes et des féministes.
En août 1904, l'association nationale des Samis (en suédois : Lapparnas Centralförbund) est créé, et Laula en prend la tête. L'association vise surtout à acquérir des nouveaux droits pour les samis, mais également à régler les conflits entre renniculteurs et paysans samis. Elle ferme rapidement à cause du manque de fonds. La même année, Laula publie un pamphlet militant intitulé Inför lif eller död? Sanningsord i de Lappska förhållandena (« Affrontons-nous la vie ou la mort ? Des vérités sur la situation lapone »). Ce pamphlet fait d'elle la première femme samie à avoir fait publier un texte. Dans ce texte, elle explique la discrimination anti-samie du gouvernement qui soutient les colons s'installant dans le Nord à leur détriment. Le pamphlet parle aussi d'éducation et de l'accès au suffrage. Elle dénonce aussi la politique d'assimilation culturelle suédoise. Enfin, elle fait le parallèle entre la colonisation suédoise de la Laponie et la colonisation danoise de la Suède, en appelant aux colons de se souvenir de leur histoire.
En 1908, Elsa Laula épouse Tomas Petersen Toven et le couple prend le nom de famille Renberg. Ils s'installent en Norvège, au sud de Mosjøen. Ils ont six enfants, dont quatre survivent à l'enfance. Laula Renberg continue sa carrière de militante, tout en élevant des rennes. Son mari et elle créent la Brurskanken samiske lag, une des premières sociétés samies en Norvège ; Elsa Laula Renberg prend la tête de la branche féminine de l'association,.
En 1917, l’association de femmes organise la première assemblée samie des pays nordiques, à Trondheim,,. Elle y fait le discours de bienvenue le 6 février. L'année suivante, elle participe à l'organisation de la première assemblée nationale samie de Suède, à Östersund. Le Lapparnas Centralförbund est reformé en 1918.
Elle meurt de la tuberculose le 22 juillet 1931 et est enterrée au cimetière de Dolstad à Mosjøen.

## Postérité
Le 6 février est la fête nationale sami, en honneur au discours de bienvenue prononcé en 1917 à Trondheim,. Le 7 février 2017, une assemblée parlementaire samie fait du 29 novembre, l'anniversaire de Laula Renberg, un jour de fête sami.